# Квіткокол рудочеревий
Квіткокол рудочеревий (Diglossa sittoides) — вид горобцеподібних птахів родини саякових (Thraupidae). Мешкає в Андах.

## Опис

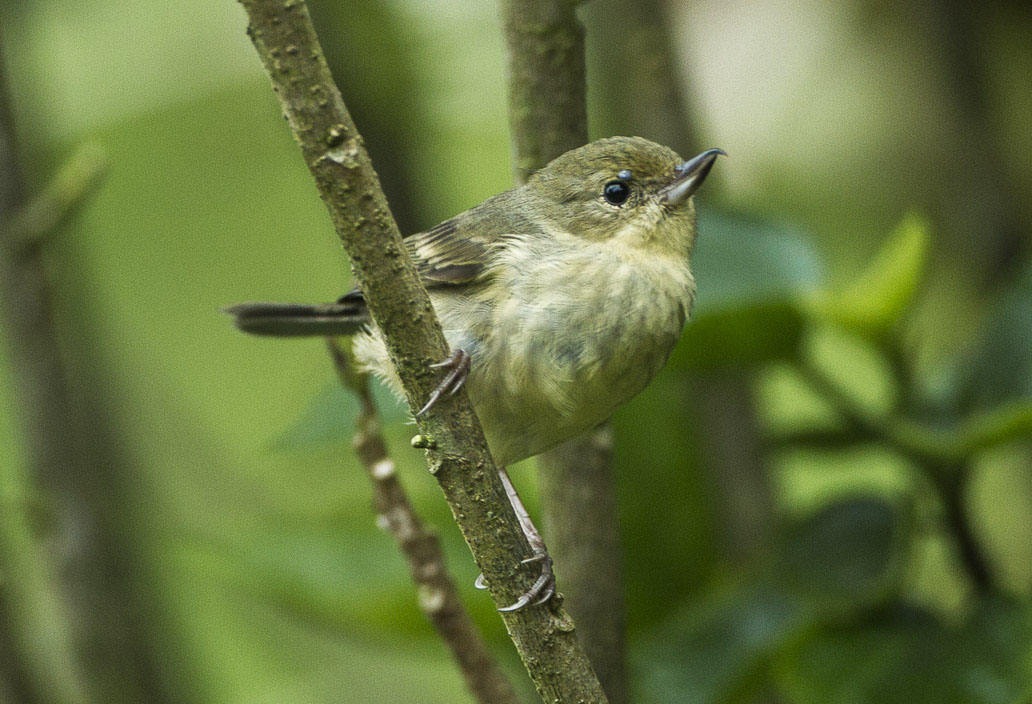
Самиця рудочеревого квіткокола

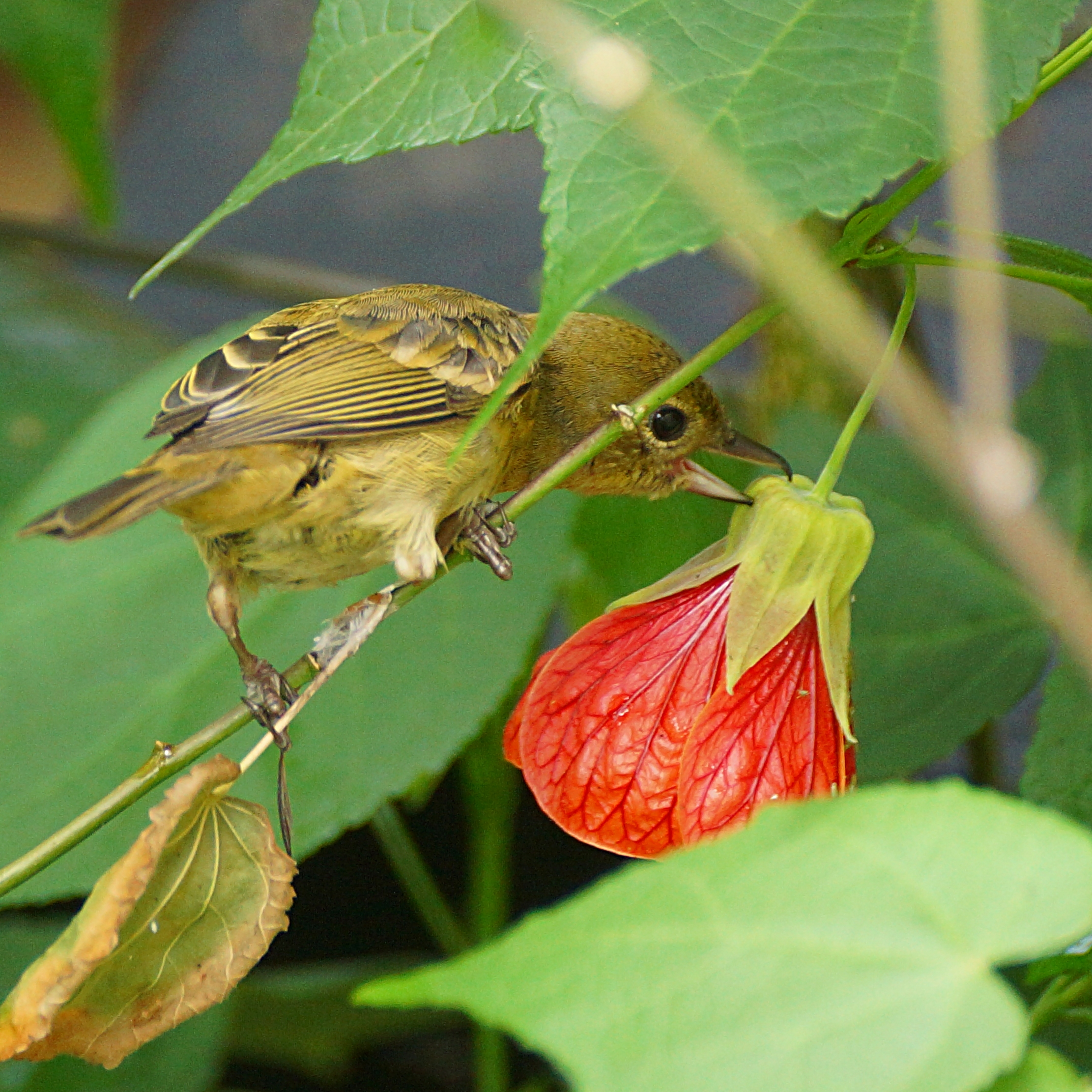
Самиця живиться нектаром, проколюючи квітку абутилона біля основи

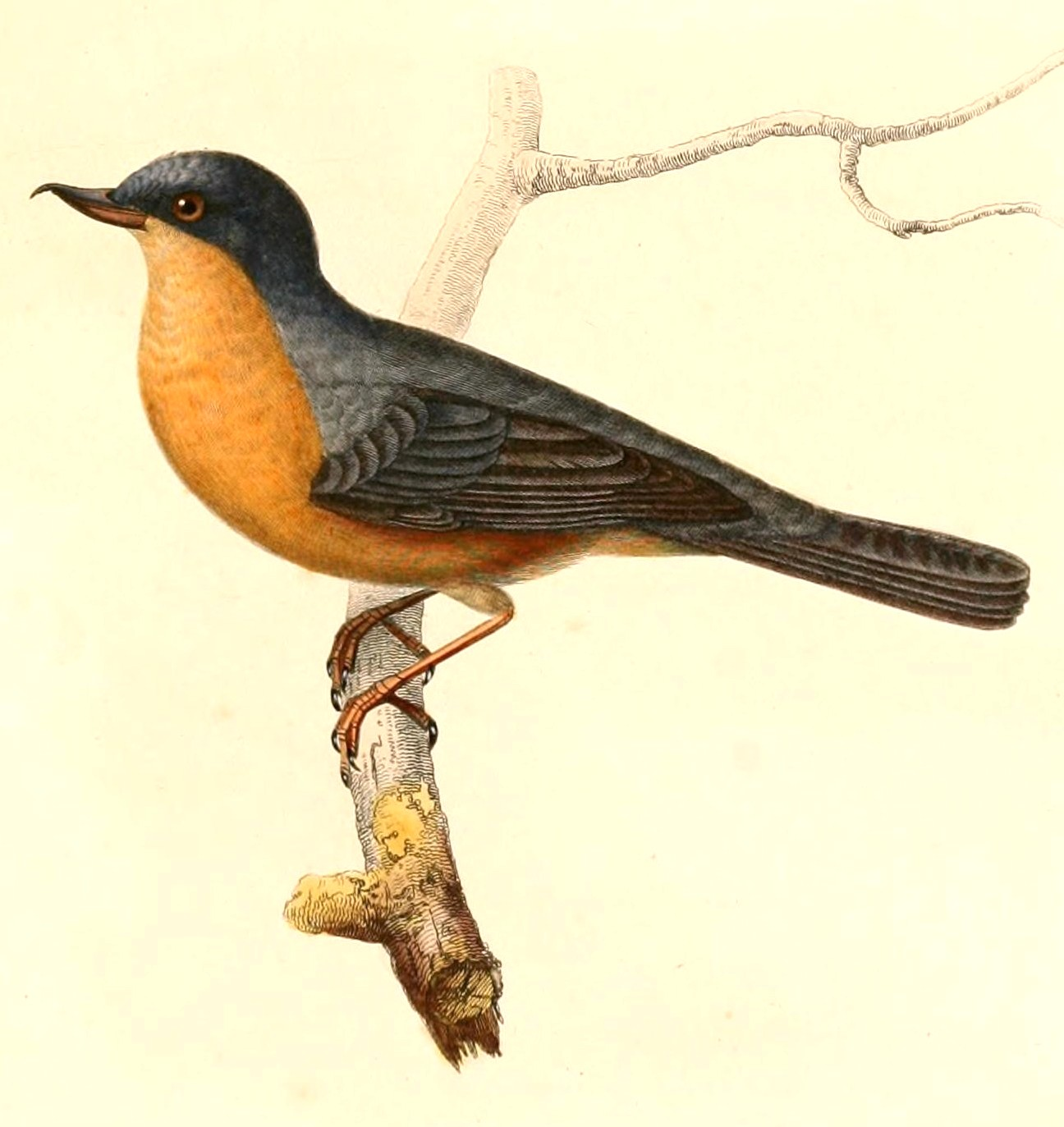
Самець рудочеревого квіткокола

Довжина птаха становить 11,5-12 см, вага 9 г. Вимду притаманний статевий диморфізм. У самців верхня частина тіла сірувато-синя, на обличчі чорна "маска", більш або менш виражена, в залежності від підвиду. Нижня частина тіла рудувато-коричнева. У самиць верхня частина тіла світло-оливкова, нижня частина тіла світла, сірувато-охриста, груди легко поцятковані темними смужками.

## Підвиди
Виділяють шість підвидів:
- D. s. hyperythra Cabanis, 1851 — гірський масив Сьєрра-Невада-де-Санта-Марта на півночі Колумбії і Прибережний хребет на півночі Венесуели;
- D. s. mandeli Blake, 1940 — гора Турумікуїре в штаті Сукре на північному сході Венесуели;
- D. s. coelestis Phelps & Phelps Jr, 1953 — гори Сьєрра-де-Періха (північно-західна Колумбія);
- D. s. dorbignyi (Boissonneau, 1840) — обидва схили Східного і Центрального хребта і східні схили Західного хребта Колумбійських Анд, Венесуелльські Анди (Кордильєра-де-Мерида);
- D. s. decorata Zimmer, JT, 1930 — Анди в Еквадорі і Перу;
- D. s. sittoides (d'Orbigny & Lafresnaye, 1838) — східні схили Анд в Болівії і Аргентині (на південь до Тукумана).

## Поширення й екологія
Рудочереві квіткоколи мешкають у Венесуелі, Колумбії, Еквадорі, Перу, Болівії і Аргентині. Вони живуть у вологих гірських і хмарних тропічних лісах, на узліссях і галявинах, у високогірних чагарникових заростях, на кавових плантаціях і в садах. Зустрічаються поодинці, парами або невеликими сімейними зграйками, переважно на висоті від 1500 до 2500 м над рівнем моря. Не приєднуються до змішаних зграй птахів. Живляться нектаром і комахами. Гніздо чашоподібне, в кладці 2 сірих або блакитних яйця, поцяткованих темними плямками.